# Grzybno (Chojna)
Grzybno (deutsch Thänsdorf) ist ein Dorf in der Stadt- und Landgemeinde (Gmina) Chojna (Königsberg in der Neumark) im Powiat Gryfiński (Greifenhagener Kreis) der polnischen Woiwodschaft Westpommern.

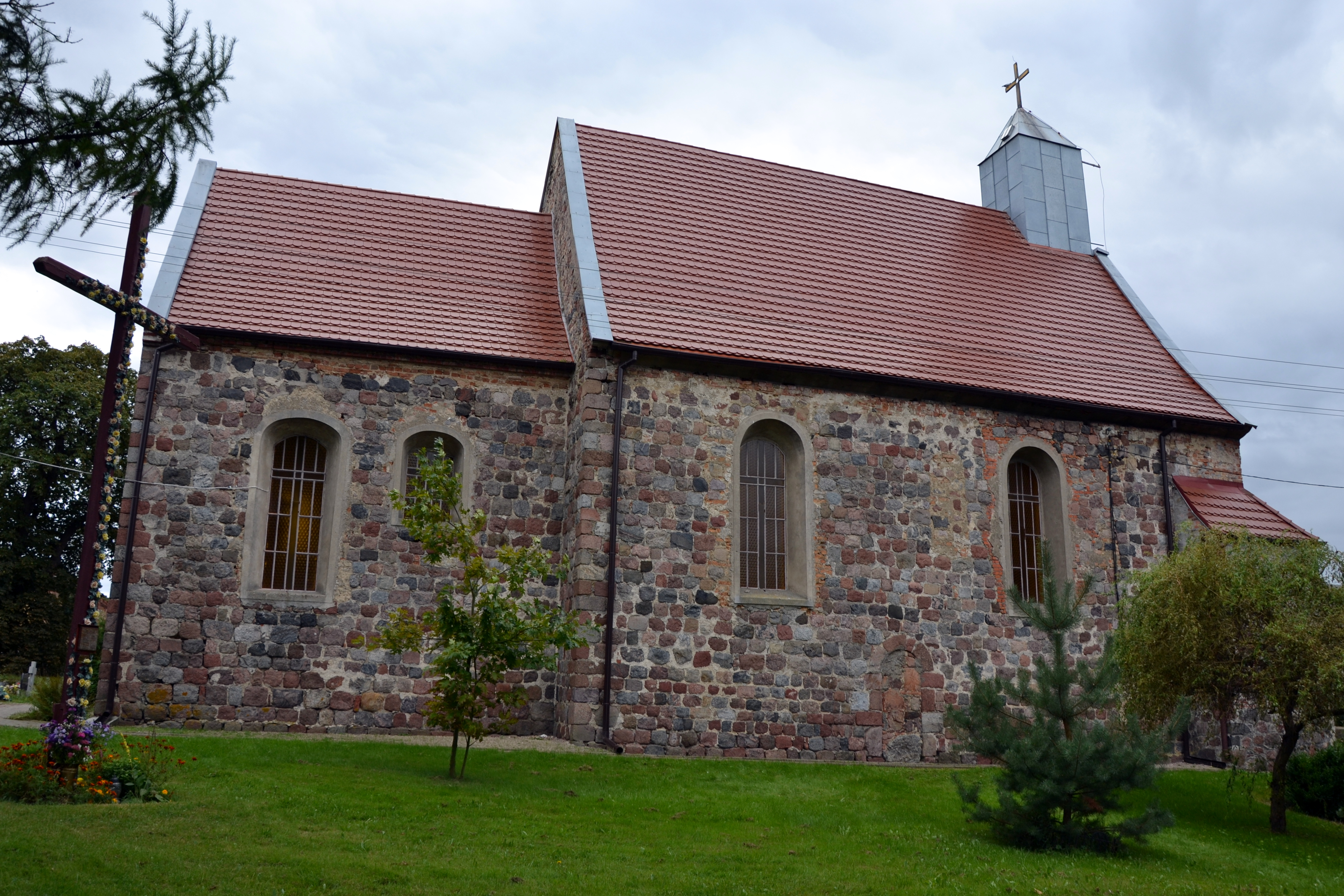
Dorfkirche, bis 1945 Gotteshaus der evangelischen Gemeinde Thänsdorf

## Geographische Lage
Das Kirchdorf liegt in Hinterpommern, etwa 45 Kilometer südlich von Stettin, 25 Kilometer südlich von Gryfino (Greifenhagen) und elf Kilometer nordöstlich von Chojna (Königsberg in der Neumark).
In der Gemarkung des Dorfs liegen zwei kleine Seen, der Buchsee und die Kleine Pinne.

## Geschichte
Die Ortschaft hieß früher Thönsdorf und wurde erst in neuerer Zeit Thänsdorf genannt. Das Dorf gehörte in älterer Zeit zur Herrschaft Wildenbruch.
Um 1930 hatte Thänsdorf fünf Wohnplätze:
- Forsthaus Pinnesee
- Thänsdorf
- Vorwerk Stresow
- Ziegelei b. Vorwerk Stresow
- Ziegelei

Im Jahr 1945 gehörte Thänsdorf zum Landkreis Greifenhagen im Regierungsbezirk Stettin der preußischen Provinz Pommern des Deutschen Reichs. Thänsdorf war dem Amtsbezirk Wildenbruch zugeordnet.
Gegen Ende des Zweiten Weltkriegs wurde die Region von der Roten Armee besetzt. Nach Einstellung der Kampfhandlungen wurde Thänsdorf mit ganz Hinterpommern, ohne die militärischen Sperrgebiete, seitens der sowjetischen Besatzungsmacht der Volksrepublik Polen zur Verwaltung überlassen. Anschließend wanderten Polen zu. Thänsdorf wurde in „Grzybno“ umbenannt. In der Folgezeit wurde die einheimische Bevölkerung von der polnischen Administration aus Thänsdorf vertrieben.